# استراتژی معاملاتی
در امور مالی، استراتژی معاملاتی یک برنامه ثابت است که برای دستیابی به بازدهی سودآور از طریق طولانی یا کوتاه مدت در بازارها طراحی شده‌است.
معاملات کوتاه مدت و سرمایه گذاری بلند مدت از نظر رویکرد و اصول کاملا متفاوت اند. انجام معاملات کوتاه به معنای تحقیق و انتخاب سهام برای فعالیت‌های معاملاتی سریع آینده در حساب‌های شخصی با نگرش نسبتاً سفته بازانه است. در حالی که ورود به سرمایه‌گذاری بلندمدت به معنای متضاد فعالیت با سرمایه‌گذاری کوتاه است. گردش مالی کم، اصول رویکردهای سرمایه‌گذاری آزمایش شده با زمان، بازده با اقدامات تعدیل شده بر اساس ریسک، و تنوع بخشی از ویژگی‌های کلیدی سرمایه‌گذاری به روش بلندمدت هستند.
هر استراتژی معاملاتی نیاز به تعریف دارایی مالی، نقاط ورود/خروج و قوانین مدیریت پول است. مدیریت بد پول می‌تواند یک استراتژی سودآور بالقوه را بی سود کند.
استراتژی‌های معاملاتی مبتنی بر تحلیل بنیادی یا تکنیکال یا هر دو هستند. آنها معمولاً با آزمایش برگشتی تأیید می‌شوند، جایی که فرایند باید از روش علمی پیروی کند، و با آزمایش رو به جلو در یک محیط معاملاتی شبیه‌سازی شده آزمایش می‌شوند.

## انواع استراتژی‌های معاملاتی
اصطلاح استراتژی معاملاتی را می‌توان به‌طور خلاصه توسط هر طرح ثابت معامله یک ابزار مالی به کار برد، اما استفاده عمومی از این اصطلاح در تجارت به کمک رایانه است، جایی که استراتژی معاملاتی به عنوان برنامه رایانه ای برای معاملات خودکار اجرا می‌شود.
استراتژی‌های فنی را می‌توان به‌طور کلی به دو گروه میانگین-بازگشت و حرکت تقسیم کرد.
همه استراتژی‌های معاملاتی اساساً سفته بازی هستند. در زمینه اخلاقی، فعالیت‌های سوداگرانه به صورت منفی در نظر گرفته می‌شوند و هر فرد باید از آن اجتناب کند. برعکس، هر فرد باید افق بلندمدت خود را حفظ کند و از هرگونه گمانه زنی کوتاه مدت اجتناب کند.
- سهام بلند/کوتاه یک استراتژی کوتاه طولانی شامل انتخاب جهانی از سهام و رتبه‌بندی آنها بر اساس یک عامل آلفای ترکیبی است. با توجه به رتبه‌بندی‌ها، ما در هر دوره متعادل‌سازی مجدد، صدک بالا و صدک پایین اوراق بهادار را کوتاه می‌کنیم.[۱]
- تجارت جفت. یک استراتژی معاملاتی جفتی شامل شناسایی جفت‌های سهام مشابه و ترکیب خطی از قیمت آنها می‌شود تا نتیجه یک سری زمانی ثابت باشد. سپس می‌توانیم امتیازهای z را برای سیگنال ثابت محاسبه کنیم و با فرض بازگشت میانگین، بر اساس اسپرد معامله کنیم: دارایی بالا کوتاه و دارایی پایین بلند.
- استراتژی معاملاتی نوسانی؛ معامله‌گران نوسانی با شروع نوسانات قیمتی خرید یا فروش می‌کنند و معاملات معمولاً بیش از یک روز برگزار می‌شود.
- اسکالپینگ (تجارت) ; اسکالپینگ روشی برای انجام ده‌ها یا صدها معامله در روز است تا با بهره‌برداری از اسپرد پیشنهادی/فروشی، سود کمی از هر معامله به دست آورید.
- معاملات روز؛ معاملات روز توسط معامله گران حرفه ای انجام می‌شود. معامله روز روش خرید یا فروش در همان روز است. موقعیت‌ها در همان روزی که گرفته می‌شوند بسته می‌شوند و هیچ موقعیتی یک شبه برگزار نمی‌شود.
- تجارت اخبار؛ خبر یک مهارت ضروری برای مدیریت هوشمندانه سبد سهام است و عملکرد بلندمدت تکنیک کسب سود از طریق معامله ابزارهای مالی (سهام، ارز…) درست به موقع و مطابق با وقوع رویدادها است.
- سیگنال‌های معاملاتی؛ سیگنال معاملاتی به سادگی روشی برای خرید سیگنال از ارائه دهنده سیگنال است.[۹]
- تجارت اجتماعی؛ استفاده از رفتار و فعالیت معاملاتی افراد دیگر برای هدایت استراتژی معاملاتی.[۱۰]

## توسعه
توسعه و به‌کارگیری یک استراتژی معاملاتی ترجیحاً هشت مرحله را دنبال می‌کند:
1. فرمول‌بندی
2. مشخصات به شکل قابل آزمایش توسط کامپیوتر
3. آزمایش اولیه
4. بهینه‌سازی
5. ارزیابی عملکرد و استحکام[۱۲]
6. تجارت استراتژی
7. نظارت بر عملکرد معاملات
8. اصلاح و تکامل

استراتژی معاملاتی با روش‌های زیر ایجاد می‌شود:
- معاملات خودکار؛ با برنامه‌نویسی یا توسعه بصری.
- ایجاد طرح تجاری؛ با ایجاد مجموعه ای دقیق و تعریف شده از قوانین که معامله گر را به داخل و از طریق فرایند معاملاتی با تکنیک‌های ورود و خروج به‌طور واضح تشریح شده و پارامترهای ریسک و پاداش از همان ابتدا تعیین می‌کند، راهنمایی می‌کند.[۱۳]

## اجرای استراتژی‌ها
یک استراتژی معاملاتی می‌تواند توسط یک معامله گر (تجارت اختیاری) یا خودکار (تجارت خودکار) اجرا شود. تجارت اختیاری به مهارت و انضباط زیادی نیاز دارد. انحراف از استراتژی برای معامله گر وسوسه انگیز است که معمولاً عملکرد آن را کاهش می‌دهد.
یک استراتژی معاملاتی خودکار، فرمول‌های معاملاتی را در سیستم‌های سفارش و اجرای خودکار می‌پیچد. تکنیک‌های مدل‌سازی کامپیوتری پیشرفته، همراه با دسترسی الکترونیکی به داده‌ها و اطلاعات بازار جهانی، معامله‌گران را با استفاده از یک استراتژی معاملاتی قادر می‌سازد تا نقطه برتری منحصر به فردی در بازار داشته باشند. یک استراتژی معاملاتی می‌تواند تمام یا بخشی از سبد سرمایه‌گذاری شما را خودکار کند. مدل‌های معاملاتی رایانه‌ای را می‌توان برای سبک‌های معاملاتی محافظه‌کارانه تنظیم کرد، در حالی که تغییرات قیمت مطلوب است یا سبک‌های معاملات تهاجمی، به عنوان مثال اسکالپینگ نوعی معامله در بازارهای مالی با رویکردی بسیار کوتاه‌مدت در نظر گرفته می‌شود، به همین دلیل با سبک تهاجمی همراه است.
افزایش و توسعه فعالیت‌های تجاری با عصر شروع اینترنت مرتبط است. اولین فعالیت تجارت آنلاین مرتبط و رشد سریع تجارت الکترونیک در سال ۱۹۹۷–۱۹۹۸ آغاز شد.